# 陳樹人
陳 樹人（陳 樹仁、ちん じゅじん）は中国の政治家・画家。中国同盟会以来の革命派人士で、中国国民党では汪兆銘（汪精衛）派の一員と目される。また、嶺南画派（19世紀末の広東省に勃興した中国伝統絵画の一派）の画家としても著名で、「嶺南三傑」と呼ばれ、様々な作品を残している。祖籍は広東省広州府番禺県。 

## 事績

### 海外での活動、帰国
17歳の時に、嶺南画派の居廉（居古泉）に師事する。その後、香港『広東日報』などの各紙で論説を担当した。1905年（光緒31年）に中国同盟会に加入し、まもなく日本へ留学している。日本では、京都市立美術工芸学校に入学し、在校中は山本春挙から日本画を学んだ。
1912年（民国元年）、学業を修了して帰国し、広東優級師範学校や広東高等学校で国画の教鞭をとっている。1913年（民国2年）、第二革命（二次革命）の失敗により、日本へ再度亡命し、立教大学文科（現・文学部）で学ぶ。1916年に同大学を卒業して文学士の学位を取得。国立成都大学（現・四川大学）外国語学部長を務めた廖天祥とは大学の同級であった。その他、横浜華僑学校で教鞭をとり、『民国雑誌』の編集にも参加した。1916年、カナダに渡り、後に中国国民党ビクトリア支部総幹事となっている。
1922年（民国11年）に帰国し、国民党総務部副部長となる。翌年、党務部副部長に移り、3月には広東省政府民政庁庁長・政務庁庁長に就任、さらに広東省長を一時代理し、党工人部長にもなった。5月、大本営内政部総務庁庁長となり、12月には内政部僑務局局長も兼任している。1925年（民国14年）9月、広州国民政府秘書長となり、翌年1月には、党第2期中央執行委員候補に選出された。同年11月には広東省政府委員兼民政庁庁長となる。党においては、汪兆銘ら武漢国民政府を支持する左派人士と目された。

### 国民政府時代の活動

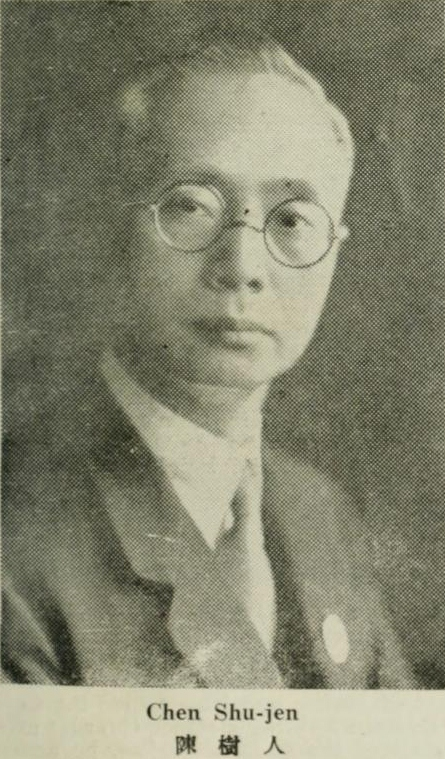
陳樹人別影
Who's Who in China Suppl. to 4th ed. (1933)

1927年（民国16年）、陳樹人は中国共産党対応の問題で責任を問われてしまい、香港へ逃走した。同年9月、南京・上海の合流に伴い、陳は党中央特別組織部委員として復帰している。翌1928年（民国17年）2月、中央執行委員に補充昇格した。1930年（民国19年）8月、汪兆銘らが反蔣介石のための北平拡大会議を開催すると、陳もこれに加わり、民衆訓練委員会委員に選出された。
反蔣派敗北後、陳樹人も下野状態にあったが、満州事変勃発に伴う大同団結により、1931年（民国20年）12月、党中央執行委員候補として復帰した。翌年5月、国民政府僑務委員会委員長兼党中央海外部部長に任ぜられ、華僑との連携事務に従事している。1935年（民国24年）11月、党第5期中央執行委員候補に再選された。
日中戦争勃発後、汪兆銘らは重慶を脱出して親日政権樹立に奔走することになる。しかし陳樹人は、顧孟余・甘乃光・白雲梯らと同様にこれに随従せず、引き続き僑務委員会委員長、党中央海外部部長を務めて蔣介石の抗戦体制整備に協力した。1945年（民国34年）5月、党第6期中央執行委員に返り咲いている。戦後は制憲国民大会代表、国父陵園管理委員会委員、国民政府顧問、総統府国策顧問などを歴任した。
1948年（民国37年）10月4日、広州にて病没。享年66（満65歳）。絵画の代表作には『嶺南春色』があり、存命中にも国内各地で個展を開催した。著書には『寒緑吟草』、『専愛集』、『戦塵集』、『自然美謳歌集』などがある。